# Kossey (Niamey V)
Kossey (auch: Kossèye) ist ein Dorf im Arrondissement Niamey V der Stadt Niamey in Niger.

## Geographie
Das von einem traditionellen Ortsvorsteher (chef traditionnel) geleitete Dorf liegt in der Nähe des Flusses Niger im Nordwesten des ländlichen Gebiets von Niamey V. Bei Kossey verläuft die Nationalstraße 4 Richtung Téra. Zu den umliegenden Siedlungen zählen der Weiler Birniol im Nordwesten, das Dorf Ganguel im Südosten und der Weiler Kolonsa im Südwesten.
Der Ortsname bezeichnet in der Sprache Zarma die Pflanzenart Piliostigma reticulatum.

## Geschichte
Kossey bestand bereits in den 1970er Jahren, als sich die Stadt Niamey auf das rechte Ufer des Nigers auszudehnen begann. Das Dorf lag bis Ende des 20. Jahrhunderts außerhalb der Stadtgrenzen von Niamey und gehörte zum Arrondissement Kollo. Bei der Flutkatastrophe von 2010, die Niamey in der Nacht von 5. auf 6. August ereilte, gehörte Kossey neben Karadjé, Kombo, Lamordé und Zarmagandey zu den am stärksten betroffenen Stadtteilen. In Kossey wurden vier Häuser überflutet und vier weitere als einsturzgefährdet deklariert.

## Bevölkerung
Bei der Volkszählung 2012 hatte Kossey 339 Einwohner, die in 49 Haushalten lebten. Bei der Volkszählung 2001 betrug die Einwohnerzahl 302 in 46 Haushalten und bei der Volkszählung 1988 belief sich die Einwohnerzahl auf 110 in 11 Haushalten.

## Wirtschaft und Infrastruktur
In Kossey wird Ackerbau betrieben. Im Dorf gibt es eine Grundschule.